# Южный желтоклювый ток
Южный желтоклювый ток (лат. Tockus leucomelas) — вид птиц-носорогов из рода токо, обитающий в Африке. Выделяют два подвида.

## Описание
Среднего размера птица длиной от 40 до 60 см, отличается длинным жёлтым клювом с каской, которая имеется только у самцов. Кожа вокруг глаз и щёчные полоски ярко-красного цвета.
Брюхо белое, шея серая, спина чёрная со множеством белых пятен и полосок. Кормятся преимущественно на земле, используя в пищу семена, мелких насекомых, пауков и скорпионов. В засушливый сезон излюбленная пища — термиты и муравьи.
Самка откладывает от 3 до 4 белых яиц, которое она насиживает в течение 25 дней. Через 45 дней после вылупления птенцы подрастают и покидают гнездо.